# El dos de mayo
El dos de mayo és una pel·lícula espanyola muda i en blanc i negre de 1927 dirigida per José Buchs.

## Argument
L'argument gira al voltant del Madrid de la guerra del francès, però el tema principal és l'amor entre un deixeble de Francisco de Goya i una modisteta que es trenca per l'aparició d'una aristòcrata francesa enviada per Napoleó. Es barregen escenes de ficció amb escenes documentals de corrides de toros, com la primera goyesca del segle xx.

## Repartiment
- Amelia Muñoz (Rosario Montes)
- Aurora García Alonso (Laura de Montigny)
- José Montenegro
- Fernando Díaz de Mendoza (Marquès de Montebello)
- Manuel Soriano (el pintor Alfonso de Alcalá)
- Antonio Mata (Francisco de Goya)
- Maximiliano Fernández Alaña (Tinent Jacinto Ruiz)
- Julio Rodríguez “Barón de Kardy” (Murat)
- José de la Fuente (Capitán Luis Daoíz)
- Alberto Barrera (Pedro Velarde).

## Comentaris
Produïda per l'empresa que José Buchs tenia amb José Forns, que es va encarregar de compondre la música per a l'orquestra. També es van fer partitures per a piano i violí per a enviar a les projeccions de petites ciutats i pobles.
La pel·lícula es va estrenar als cinemes Real Cinema i Príncipe Alfonso de Madrid, estreno al qual van acudir els reis d'Espanya. Va estar tres setmanes en cartell a Madrid i es va projectar a gairebé totes les ciutats grans del país. Es van fer nou còpies de la pel·lícula, cosa inaudita en aquella època a Espanya.

## Restauració del film
La importància del film radica en la seva recuperació. Per a reconstruir-la es van utilitzar diversos materials positius incomplets i fonts extrafílmiques. La reconstrucció va ser duta a terme per Filmoteca Espanyola i la Universitat Complutense de Madrid, que es van unir per a formar un grup de treball.
El material amb el qual es comptava era una còpia incompleta de 35 mm., fragments amb tintat i un contratip, tot això repartit entre Madrid i Saragossa. Va ser un gran èxit, per això quedava tan poc material. A més, va servir de gran ajuda la novel·lització de la pel·lícula, gràcies a la qual es van obtenir l'argument i fotogrames de la pel·lícula. També es van utilitzar fotografies obtingudes de la premsa.
Es va tractar de reconstruir el metratge original de 87 minuts, però només es van arribar als 62. De la primera part a penes es conservaven alguns fotogrames, només hi havia 10 minuts dels 40 que durava, per la qual cosa es van reelaborar títols i rètols explicatius que es van intercalar amb fotogrames i fotografies que es tenien, deixant-los el temps suficient fins que es canviés d'escena.
De la segona part es va conservar gairebé tot el material entre les diferents fonts, així que la principal labor va ser la col·locació i recomposició.
Una vegada obtingut el positiu de la restauració, es va sotmetre a un tintat de les imatges tal com se solia fer en aquella època. Per a manipular el material es va utilitzar una positivadora òptica amb finestreta humida, que humitejava els positius en un líquid per a evitar que es trenquessin.
Quant a la reconstrucció de la música, es va fer una partitura amb música de l'època, però no es va poder unir a la imatge, així que existeixen d'una banda la partitura i per un altre la restauració de les imatges.